# 正忠排骨飯
正忠排骨飯（英語：Zhengzhong Ribs Rice）是台灣的連鎖便當店，王致中創立，創立於1991年，總店位於台灣高雄市三民區，截止2021年，總共有33家門市，產品有排骨飯、雞腿飯、鱈魚飯等等。

## 快閃店
2022年台灣高雄市舉辦台灣設計展，高雄市政府經發局、台灣設計研究院，以及設計團隊無氏製作與正忠排骨飯於駁二藝術特區「大港倉」合作推展新識別設計，至於新設立的「鳳山青年店」也重新裝潢成新的形象示範店面。

## 外部連結
- 正忠排骨飯 （页面存档备份，存于）